# Макаров, Игорь Викторович (дзюдоист)
И́горь Ви́кторович Мака́ров (бел. Ігар Віктаравіч Макараў; род. 20 июля 1979, Кимры, Калининская область) — белорусский дзюдоист, единственный в истории олимпийский чемпион по дзюдо от Беларуси. Заслуженный мастер спорта Республики Беларусь (2006).

## Биография

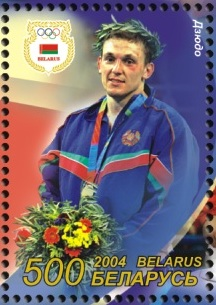
Макаров на марке Беларуси

Переехал в Беларусь из России вместе с семьёй в 1987 году. Проживает и работает в Гомеле. Первый тренер — Владимир Асин.
Окончил магистратуру в Гомельском государственном университете имени Франциска Скорины (2018). Аспирант и преподаватель на факультете физической культуры в Гомельском государственном университете имени Франциска Скорины.
Является учредителем и тренером школы дзюдо в Гомеле.

## Спортивная карьера
На Олимпийских играх 2012 года выступал в категории свыше 100 кг. Дошёл до четвертьфинала, где уступил Ким Сон Мину из Республики Корея, затем победил кубинца Оскара Брайсона, но в схватке за третье место уступил двукратному вице-чемпиону мира Андреасу Тёльцеру из Германии.

### Достижения
| Год  | Соревнования              | Место | Весовая категория        |
| ---- | ------------------------- | ----- | ------------------------ |
| 2007 | Открытый чемпионат Европы | 2-е   | Абсолютная категория     |
| 2006 | Чемпионат Европы по дзюдо | 5-е   | Полутяжелый вес (100 кг) |
| 2004 | Олимпийские игры          | 1-е   | Полутяжелый вес (100 кг) |
| 2003 | Чемпионат мира по дзюдо   | 3-е   | Полутяжелый вес (100 кг) |
| 2003 | Чемпионат Европы по дзюдо | 3-е   | Полутяжелый вес (100 кг) |
| 2002 | Чемпионат Европы по дзюдо | 3-е   | Полутяжелый вес (100 кг) |
| 2001 | Универсиада               | 3-е   | Абсолютная категория     |

## Награды и звания
- Орден «За личное мужество» (2004, Беларусь)[5].
- Почётный гражданин г. Гомеля (2004, Гомель).
- Имя занесено на городскую Доску почёта (Гомель).
- Заслуженный мастер спорта Республики Беларусь (2006).
- Стела с именем И. В. Макарова на Аллее спортивной славы около Ледового дворца в Гомеле (15 сентября 2023 года)[6][7].
- Одна из экспозиций в Музее спортивной славы Гомельщины, расположенном в Гомельском государственном университете имени Франциска Скорины, посвящена И. В. Макарову[8].

## Личная жизнь
Супруга Елена, дети — Полина и Маргарита.